# Facundo Marino
Facundo Marino (Ciudad del Este, Paraguay, 8 de diciembre de 1992) es un futbolista paraguayo. Juega de mediocampista, específicamente de 10 y actualmente juega en Curicó Unido de la Primera B de Chile.

## Trayectoria
Facundo Marino comenzó a jugar al fútbol en el club Paranaense FC.
En el 2005, el mediocampista paraguayo se incorporó a Independiente de Argentina, pero estuvo en el equipo de Avellaneda, hasta fines del 2008, ya que en enero del 2009, pasó a las filas de Newells Old Boys, equipo que se convirtió en el club dueño de su pase.
En enero de 2010, pasa a préstamo a Olimpia y en el primer semestre de 2011, lo hizo en el Deportivo Capiatá, luego volvió a Newells Old Boys y nuevamente no convenció. Debido a eso, fue visto por el DT argentino Pablo Abraham, para que el paraguayo se sume al equipo de Curicó Unido de la Primera B de Chile, algo que finalmente ocurrió a comienzos de 2013 y será inscrito por el equipo curicano, para el Torneo de Transición de la Primera B 2013.

## Clubes
| Club              | País      | Año           |
| ----------------- | --------- | ------------- |
| Paranaense FC     | Paraguay  | 2004          |
| Independiente     | Argentina | 2005 - 2008   |
| Newells Old Boys  | Argentina | 2009          |
| Olimpia           | Paraguay  | 2010          |
| Deportivo Capiatá | Paraguay  | 2011          |
| Newells Old Boys  | Argentina | 2011-2012     |
| Curicó Unido      | Chile     | 2013-presente |

- Datos: Q5855220